# Einhausen (Türingia)
Einhausen település Németországban, azon belül Türingiában. Lakosainak száma 407 fő (2023. december 31.).

## Népesség
A település népességének változása:
| Lakosok száma | 442  | 406  | 403  | 409  | 408  | 407  |
|               | 2014 | 2017 | 2019 | 2021 | 2022 | 2023 |